# Durchgangssyndrom
Durchgangssyndrom ist eine in der Psychiatrie gebräuchliche systematische Bezeichnung für alle körperlich begründeten, in der Regel innerhalb von Stunden bis zu wenigen Tagen sich spontan ohne Therapie zurückbildenden psychopathologischen Symptome. Im Gegensatz zum Delir tritt diese Symptomatik ohne Bewusstseinstrübung (qualitative Bewusstseinsstörung) auf.

## Geschichte des Begriffs
Der Sammelname „Durchgangssyndrome“ wurde 1959 von Hans Heinrich Wieck eingeführt. 1969 bettete er den Begriff in seine Lehre der Funktionspsychosen ein.
Mit dieser funktionellen Bezeichnung sollte offen gelassen werden, welches psychopathologische Syndrom und welche Krankheitsursache der Störung zugrunde liegt. Damit sollte bewusst eine Offenheit in der Klassifikation gewährleistet werden.
Durchgangssyndrome stellen eine Untergruppe der akuten exogenen Reaktionstypen dar. Beide sind Grundbegriffe der klassischen deutschen Psychiatrie. Sie dienen der Abgrenzung körperlich begründbarer, d. h. exogener akuter Psychosen von endogenen Psychosen, siehe dazu das triadische System der Psychiatrie.
Der Begriff des Durchgangssyndroms bezog sich auf reversible Störungen, bei denen sich die entsprechenden Symptome zurückbilden (daher „Durchgangssyndrom“). Für diese kurzzeitige organische Psychose wurde auch synonym der Begriff des akuten organischen Psychosyndroms, oder in der Chirurgie des postoperativen Deliriums benutzt.

## Bedenken, Unterschied zum Delir
Heute bestehen Bedenken gegen den Gebrauch des Begriffes Durchgangssyndrom. Oft ist damit eine veraltete, ungenaue und nicht mehr gebräuchliche Bedeutung für ein kurzzeitiges Delir verbunden. Meist bei postoperativen Patienten und ganz besonders bei Intensivpatienten, die ein zeitlich sehr begrenztes und vor allem ohne Therapie reversibles Krankheitsbild zeigen, wurde der Begriff des Durchgangssyndroms verwendet. Ein Durchgangssyndrom muss wie jedes Delir möglichst frühzeitig, d. h. unmittelbar mit der Diagnosestellung therapiert werden. Da jedoch ohne entsprechende Diagnostik ein ggf. protrahierter (verzögerter) Verlauf nicht vorausgesagt werden kann, etwa ob ein Delir selbstlimitierend ohne Therapie ausheilt oder aber eine weitere Diagnostik notwendig wird, ist ein Zuwarten heute ein Behandlungsfehler. Der Begriff des Durchgangssyndroms stellt bei einer unterlassenen Therapie oder einer verzögerten Diagnostik keinen ärztlichen Rechtfertigungsgrund dar und sollte deshalb aus therapeutischer Sicht nicht mehr verwendet werden. Er hat lediglich beschreibende und klassifikatorische Bedeutung, keine prognostische. 
Allerdings muss einschränkend betont werden, dass Delire im streng psychiatrischen Sinn der oben gegebenen Definition keine Durchgangssyndrome darstellen, da sie mit Bewusstseinstrübung einhergehen. Delire gehören zu den akuten exogenen Reaktionstypen nach Bonhoeffer. Gerade durch diese diagnostische Differenzierung der deutschen Psychiatrie hat der Begriff des Delirs eine andere Bedeutung erhalten als etwa in der französischen und englischen psychiatrischen Fachliteratur. Delir wurde früher auch in Deutschland als gleichbedeutender Begriff mit dem der Psychose gebraucht. Davon zeugen noch alte Begriffe wie etwa chronisches Alkoholdelir (= Korsakow-Syndrom). Die Begrifflichkeit des Durchgangssyndroms hat sich in Frankreich und England weniger durchgesetzt.

## Ursachen
Der Begriff des Durchgangssyndroms wurde bei einer Reihe von stationären Behandlungen, insbesondere chirurgischen Eingriffen, als begleitende Erkrankung in unterschiedlicher Ausprägung verwendet. Typisch ist das verzögerte Auftreten etwa zwei Tage nach einem chirurgischen Eingriff.

## Symptome
Es können Denkstörungen, Gedächtnisstörungen, (vor allem optische) Halluzinationen, delirante Zustandsbilder, Antriebsarmut, aber auch Unruhe, plötzliche Stimmungsschwankungen und Schlafstörungen (oft mit Alpträumen) auftreten. Auch Zustände der völligen Verwirrung und zeitlichen wie räumlichen Desorientierung sind häufig.